# 詹姆斯·克拉克·罗斯
詹姆斯·克拉克·罗斯（英語：James Clark Ross，1800年4月15日—1862年4月3日），英国探险家。他与他的叔叔約翰·羅斯探险北极，后独自去南极探险。

## 生平
詹姆斯·克拉克·罗斯生于伦敦，1812年参加英国海军。青年时代参加了由威廉·爱德华·帕里和自己的叔叔约翰·罗斯指挥的寻找西北航道的远航探险。在其中1831年的一次在布西亚半岛探险中，詹姆斯·克拉克·罗斯发现了北磁极。因此英国皇家学会决定委派詹姆斯·克拉克·罗斯指挥寻找南磁极的探险远航。1839年至1843年期间前往南极探险。1841年在南极发现了罗斯海以及维多利亚地。